# Софія Ді Мартіно
Софія Ді Мартіно (англ. Sophia Di Martino, нар. 15 листопада 1983) — англійська акторка. Здобула світове визнання за роль Сільві Лафейдоттір в телесеріалі «Локі» Кіновсесвіту Marvel.

## Біографія
Народилась у Ноттінгемі, виросла у передмісті Аттенборо. Вона наполовину італійка. Відвідувала загальноосвітню школу Chilwell, де закінчила рівень A в сценічному мистецтві. Далі вона здобула ступінь бакалавра мистецтв з відзнакою в галузі медіа та продуктивності в Університеті Солфорда. Зараз приживає в Лондоні.

### Особисте життя
Перебуває у стосунках з актором та письменником Віллом Шарпом, у пари народилася дитина у 2019 році.

## Кар'єра
Ді Мартіно працює на телебаченні, кіно, театрі та музиці.
У «Квітах» на каналі 4 вона грає Емі Флауерс. Вона грає Єву в художньому фільмі 2016 року «Найтемніший всесвіт». Вона з'явилася в ролі Ембер у третій серії Sky's Mount Pleasant і в ролі Емми, дівчини персонажа Саймона Берда Адама, у першому епізоді третьої серії Channel 4 Friday Night Dinner. Вона також з'явилася в третій серії 4 O'Clock Club в 2014 році в ролі міс Парквуд і у фільмі 2015 року Royal Day Out.
Вона була постійною членкинею акторського складу Casualty, граючи роль Полін «Поллі» Еммерсон з 19 березня 2009 року по 30 квітня 2011 року.
У 2018 році вона з'явилася в «У пустелі смерті», а також в «Click and Collect», маючи головну роль разом із Асімом Чадрі та Стівеном Мерчантом, показаний на BBC One у переддень Різдва 2018 року. Вона також знялася у фільмі «Вчора» (2019), граючи персонажа під ім'ям Керол. У листопаді 2019 року стало відомо, що вона знялась у серіалі КВМ «Локі» на Disney +.

### Кіно та телебачення
| Рік       | Титул                         | Роль                                    | Примітки                                               |
| --------- | ----------------------------- | --------------------------------------- | ------------------------------------------------------ |
| 2004      | Holby City                    | Gemma Walker                            | телесеріал (епізод: «In at the Deep End»)              |
| 2005      | Doctors                       | Natalie James                           | телесеріал (епізод: «Is There a Doctor in the House?») |
| 2006      | New Street Law                | Ella                                    | телесеріал (епізод: «Episode #1.7»)                    |
| 2006      | Free Range                    | Charlotte                               | Короткометражний фільм film                            |
| 2006      | Strictly Confidential         | Roanna                                  | телесеріал (епізод: «Episode #1.4»)                    |
| 2009-2011 | Casualty                      | Polly Emmerson / Shauna Milsom          | телесеріал (83 епізодів)                               |
| 2007      | Heartbeat                     | Wendy                                   | телесеріал (епізод: «Where There's Smoke»)             |
| 2007      | The Marchioness Disaster      | Erika Spotswood                         | Телефільм                                              |
| 2008      | The Royal Today               | Gemma Pennant                           | телесеріал (46 епізодів)                               |
| 2008      | Spooks: Code 9                | Harpie Girlfriend                       | телесеріал (епізод: «Episode: #1.4»)                   |
| 2008      | Ті, що вижили                 | Simone                                  | телесеріал (епізод: «Episode: #1.1»)                   |
| 2009      | Blue                          | Saskia Burton                           | Короткометражний фільм                                 |
| 2009      | Boy Meets Girl                | Fashion Student                         | міні-серіал (епізод: «Episode: #1.2») (Uncredited)     |
| 2007-2009 | Ideal                         | Helena                                  | телесеріал (2 епізоди)                                 |
| 2010      | The Road to Coronation Street | Josie Scott                             | Телефільм                                              |
| 2011      | Black Pond                    | Rachel                                  |                                                        |
| 2012      | Eternal Law                   | Lucy Orchard                            | телесеріал (епізод: «Episode: #1.1»)                   |
| 2013      | Great Night Out               | Mabel                                   | телесеріал (епізод: «Episode: #1.5»)                   |
| 2013      | Southcliffe                   | Micki                                   | TV Mini-series (Episode: «Episode: #1.5»)              |
| 2013      | Mount Pleasant                | Amber                                   | телесеріал (8 епізодів)                                |
| 2014      | Friday Night Dinner           | Emma                                    | телесеріал (епізод: «The Girlfriend»)                  |
| 2014      | 4 O'Clock Club                | Miss Emma Parkwood                      | телесеріал (10 епізодів)                               |
| 2015      | A Royal Night Out             | Phoebe                                  |                                                        |
| 2015      | Hetty Feather                 | Hannah Prestwick                        | телесеріал (епізод: «Founding Reclaimed»)              |
| 2015      | Draw on Sweet Night           | Lady Mary Darcy                         |                                                        |
| 2015      | The Job Lot                   | Jodie                                   | телесеріал (епізод: «Episode: #3.4»)                   |
| 2015      | Spencer Jones Christmas       | Mum                                     | Телефільм                                              |
| 2016      | Убивства в Мідсомері          | Amber Layard                            | телесеріал (епізод: «Breaking the Chain»)              |
| 2016      | The Darkest Universe          | Eva                                     |                                                        |
| 2016-2018 | Flowers                       | Amy Flowers                             | телесеріал (12 епізодів)                               |
| 2016      | The Lock-In                   | Jodie                                   | Короткометражний фільм                                 |
| 2017      | Canned                        | Sam                                     | Короткометражний фільм                                 |
| 2017      | Hidden America with Jonah Ray | Emma                                    | телесеріал (епізод: «London: The Original America»)    |
| 2017      | The Photographer              | Sophie                                  | Короткометражний фільм                                 |
| 2017      | Election Spy                  | Becs                                    | телесеріал (9 епізодів)                                |
| 2017      | Smear                         | Chloe                                   | Короткометражний фільм                                 |
| 2017      | Baby Gravy                    | Brona                                   | Короткометражний фільм                                 |
| 2017      | The Jonah Man                 | Claire                                  | Телефільм                                              |
| 2018      | У пустелі смерті              | Lily                                    | телесеріал (2 епізоди)                                 |
| 2018      | Click &amp; Collect           | Claire                                  | Телефільм                                              |
| 2019      | Вчора                         | Carol                                   |                                                        |
| 2019      | End-O                         | Jaq                                     | Короткометражний фільм                                 |
| 2020      | Silent Witness                | DCI Claire Ashby                        | телесеріал (2 епізоди)                                 |
| 2020      | Louis Wain                    | Judith                                  |                                                        |
| 2020      | Hitmen                        | Annie                                   | телесеріал (епізод: «Birthday»)                        |
| 2021      | Локі                          | жіноча версія Локі «Сільві Лафейдоттір» | телесеріал                                             |
| 2021      | Електричне життя Луїса Вейна  | Джудіт                                  |                                                        |